# Antonio Caracciolo (vescovo)
Antonio Caracciolo (Melfi, 1515 circa – Châteauneuf-sur-Loire, 1570 circa) è stato un vescovo cattolico italiano.
Esponente clericale di rilievo in Francia, venne in seguito scomunicato e processato dall'Inquisizione per essersi convertito al calvinismo.

## Biografia
Nato a Melfi attorno al 1515, da Sergianni Caracciolo, II principe di Melfi, ed Eleonora Sanseverino, dopo la pace Pace di Cambrai, si trasferì con la famiglia a Parigi, crescendo alla corte di Francesco I di Valois. All'età di 20 anni lasciò la corte per dedicarsi al sacerdozio, recandosi alla grotta di Sainte Baume ma tornò presto a Parigi. Nel 1538 entrò nei canonici regolari di Sant'Agostino presso l'abbazia di San Vittore.
Ordinato suddiacono e poi sacerdote da Jean du Bellay, il re Francesco I gli conferì la nomina di amministratore dei beni dell'abbazia. Ricevute accuse di eresia poiché predicava le dottrine dei Riformati, fu processato dal tribunale dell'Inquisizione a Roma ma venne assolto, grazie all'intervento del nuovo sovrano Enrico II e di un suo parente, il cardinale Gian Pietro Carafa, futuro papa Paolo IV. Ritornato in Francia e nominato vescovo, nel 1551 gli venne assegnata la diocesi di Troyes.
Nel 1555 lasciò Troyes, su ordine di Enrico II, per recarsi a Roma come suo emissario presso il papa Paolo IV ma anche per interessi personali, poiché interessato alla nomina di cardinale, che non ottenne mai. Decise così di trasferirsi a Ginevra, entrando in contatto con Teodoro di Beza e Giovanni Calvino ed adottò le loro confessioni. Nel 1561 partecipò al colloquio di Poissy, cercando espedienti per la riconciliazione. Passò il resto della sua vita come eretico e morì in esilio a Châteauneuf-sur-Loire attorno al 1570.

## Opere
- Mirouer de vraye religion (Parigi, 1544)
- Tre libri di rime sacre
- Inno della gloria dei beati (1570)